# Penisola di Chroy Changvar
La penisola di Chroy Changvar è una striscia di terra compresa tra i fiumi Mekong e Tonle Sap situata a Phnom Penh in Cambogia. Dal punto di vista amministrativo la penisola appartiene alla municipalità di Phnom Penh.

## Geografia
La penisola si sviluppa con un andamento da nord verso sud e termina con la sua punta meridionale all'altezza del centro città di Phnom Penh. Si presenta con un profilo basso privo di alture e nel suo punto più stretto si riduce ad appena 750 m.

## Suddivisioni
La penisola ricade nel Distretto di Russey Keo ed è divisa in cinque Sangkat (Comuni). Prende il nome dal sangkat più popoloso.
| ISO    | Sangkat (Comuni) |
| ------ | ---------------- |
| 120708 | Preaek Lieb      |
| 120709 | Preaek Ta Sek    |
| 120710 | Chroy Changvar   |
| 120713 | Bak Kaeng        |
| 120714 | Kaoh Dach        |

## Trasporti
È unita alla capitale dall'omonimo ponte stradale ed il ponte Prek Phnov sul Tonle Sap ed è servita dalla strada nazionale 6A che la percorre da nord a sud. Sulla sponda orientale sono presenti servizi di traghettamento per attraversare il Mekong. 